# Carboradical
Les carboradicaux sont des radicaux alkyles, de formule générale {\displaystyle {\rm {RR_{1}R_{2}C}}}•. L'atome de carbone central porte un électron célibataire et est neutre car entouré de quatre électrons.

## Présentation
Les carboradicaux sont formés par homolyse entre le carbone et un carbone ou un hydrogène (parfois entre le carbone et un halogène). Exemple :
{\displaystyle {\rm {H_{3}C-CH_{3}\rightarrow H_{3}C}}}• {\displaystyle +} •{\displaystyle {\rm {CH_{3}}}}.
Le radical méthyle •{\displaystyle {\rm {CH_{3}}}} est le carboradical le plus simple ; le radical tert-butyle tBu•, de formule {\displaystyle {\rm {(CH_{3})_{3}C}}}•, est le carboradical tertiaire le plus simple.

## Régiosélectivité
Pour des raisons orbitalaires, un (carbo)radical (ou un carbocation) est d'autant plus stable, donc facile et rapide à obtenir, qu'il est substitué par des groupes donneurs ; sa formation nécessite moins d'énergie.
Ainsi, en prenant l'exemple d'une substitution radicalaire pouvant conduire à au moins deux isomères de position différents, le produit majoritaire est le composé le plus substitué : c'est celui issu du carboradical (intermédiaire réactionnel) le plus stable. Ce dernier est formé lors de la première étape de la phase de propagation. La réaction est régiosélective.